# Ponte do Barão
Ponte do Barão é uma ponte romano-medieval construída sobre a Ribeira de Quarteira, no Algarve. Esta ponte fazia ligação de Ossónoba (Faro) para o ocidental algarvio, onde estava por exemplo a cidade de Silves, sede do califado durante a ocupação islâmica. Esta está localizada perto da villa romana da Retorta.
Actualmente encontra-se descaracterizado devido às sucessivas reconstruções que decorreram até aos nossos dias.